# Чък
„Чък“ (на английски: Chuck) е американски екшън-комедиен сериал по идея на Джош Шуорц и Крис Федак. Главен герой е компютърен специалист, който получава кодиран и-мейл от стар приятел от колежа, който е агент на ЦРУ. В съобщението се съдържа единственото останало копие на най-големите шпионски тайни, които вече са част от мозъка на Чък.
Сериалът, който е продуциран от College Hill Pictures, Fake Empire, Wonderland Sound and Vision и Warner Bros. Television, се излъчва за първи път на 24 септември 2007 г. по NBC.
Значителна сделка за спонсорство между NBC и веригата ресторанти Subway е сключена, с цел да се подпомогнат разходите по продукцията на третия сезон на сериала.
На 13 май 2011 г. NBC официално подновява „Чък“ за пети и последен сезон. Той започва на 28 октомври и приключва на 27 януари 2012 г.

## Сюжет
Главна статия: Списък с епизоди на Чък
Чък Бартовски (Закари Леви) е около двадесет годишен, живее в Еко Парк в Лос Анджелис, Калифорния и работи като компютърен експерт в „Купи още“ в Бърбанк (пародия на „Best Buy“), голям магазин, част от верига за електроника, заедно с най-добрия си приятел Морган Граймс (Джошуа Гомез). Чък е добре образован, но не особено амбициозен. Сестра му Ели (Сара Ланкастър) и съпругът ѝ Девън „Капитан Страхотен“ Удкомб (Райън Макпартлин) са лекари, които постоянно окуражават Чък да направи промяна в професионалния и личния си живот.
В началото на сериала Чък получава имейл от Брайс Ларкин (Матю Бомър), бившият му съквартирант от университета Станфорд, който е агент на ЦРУ. Когато Чък отваря съобщението, цялата секретна информация на американското правителство – суперкомпютър, се инсталира като част от мозъка му. Националната служба по сигурност и ЦРУ искат да върнат информацията и изпращат за целта свои агенти – Майор Джон Кейси (Адам Болдуин) и Агент Сара Уокър (Ивон Страховски).

## „Чък“ в България
В България сериалът започва излъчване на 31 януари 2011 г. по Нова телевизия, всеки делник от 23:30. Първи сезон завършва на 16 февруари. На 17 февруари започва втори сезон и приключва на 18 март. На 11 октомври започва трети сезон от понеделник до четвъртък от 23:30 и завършва на 10 ноември. На 14 ноември започва четвърти сезон със същото разписание, а от 25 ноември вече и в петък. Последният епизод за сезона е излъчен на 19 декември. От първи до четвърти сезон Дублажът е на Арс Диджитал Студио, чието име се споменава от втори сезон.
На 10 юли 2011 г. започва повторно втори сезон по Диема 2, всяка неделя от 18:00 по два епизода с повторение в 23:45. На 25 август 2012 г. започва повторно трети сезон, всяка събота и неделя от 18:00 по два епизода с повторение на следващия ден след полунощ. Той завършва на 7 октомври и веднага след него започва четвърти сезон. Той приключва на 18 ноември, а веднага след него започва и пети, който завършва на 9 декември. Дублажът е на Арс Диджитал Студио, а в пети е на Диема Вижън.
На 5 ноември 2011 г. започва по Fox Crime, всяка събота и неделя от 22:00.
На 4 декември 2012 г. започва по Fox, всеки делник от 18:55 с повторение от 13:20 и с още е едно повторение в събота по два епизода от 13:25 и в неделя от 12:35.
На 23 май 2020 г. започва по bTV Action, всяка събота и неделя от 08:00 по три епизода. Излъчени са първите три сезона наведнъж, а трети сезон завършва на 19 юли. На 22 януари 2021 г. започва четвърти сезон, всеки делничен ден от 16:00. На 25 февруари започва пети сезон и завършва на 15 март. Дублажът е на студио VMS.
В дублажа на Арс Диджитал Студио и Диема Вижън ролите се озвучават от артистите Юлия Станчева в първи сезон, Гергана Стоянова от втори до пети, Вилма Карталска, Тодор Николов в първи, Радослав Рачев в първи, Александър Воронов от втори до пети, Димитър Иванчев от втори до пети и Здравко Методиев. В дублажа на студио VMS ролите се озвучават от Гергана Стоянова, Елена Русалиева, Станислав Димитров, Момчил Степанов, Николай Николов от първи до трети сезон и Мартин Герасков в четвърти и пети.